# Museo prefetturale d'arte di Okayama
Il Museo prefetturale d'arte di Okayama 岡山県立美術館 (Okayama Kenritsu Bijutsukan?) è un museo di Okayama, nella prefettura di Okayama, in Giappone. È uno dei tanti musei del Giappone che sono supportati da una prefettura.
Il museo è stato inaugurato nel 1988 e conta una collezione di circa duemila opere.